# Mujique
Mujique era a denominação dada ao camponês russo, normalmente antes do país adotar o regime socialista (1917). Ela indica um certo grau de pobreza, uma vez que a maioria do mujiques eram servos (chamados de almas na Rússia) antes das reformas agrícolas de 1861. Depois desse ano, os servos receberam determinadas áreas para trabalhar a terra e se tornaram camponeses teoricamente livres, mas que em muitos casos ainda trabalhavam em um regime de servidão, muito parecido com o que aconteceu no Brasil logo após a abolição da escravatura. Esses camponeses livres foram então conhecidos (até 1917) como mujiques. 
Na literatura os mujiques foram retratados de diversas formas. 
No romance Crime e Castigo de Dostoievski aparecem várias alusões aos mujiques como personagens de um estrato social inferior.
No livro Ana Karenina, de Liev Tolstói, há diversas passagens nas quais algumas personagens da obra debatem a respeito das melhores maneiras de gerir tanto suas propriedades de terras quanto o trato com os mujiques.
No conto Os Mujiques, o contista Russo Anton Tchekhov escreve sobre a vida e miséria dos mujiques, retratando de forma destemida os problemas que os camponeses enfrentavam no seu cotidiano. O conto, publicado num periódico liberal de oposição ao governo russo, sofreu cortes, censuras e críticas ferrenhas.
Tolstói que preconizava a renovação da Russia á imagem de uma classe camponesa idealizada, classificou o conto como "um pecado contra o povo russo". O crítico Mikhailóvski chamou-o de obra de um autor irresponsável, sem consciência social.
Facções Politicas radicais se entusiasmaram com o conto, e viram nele a justificativa final para as suas teses, bem como prova dos erros de seus adversários. 
Quando o conto foi por fim publicado em livros, Tchekhov fez questão de reforçar as partes polêmicas, de modo que o conto se tornou um clássico, possuindo também um valor histórico, uma vez que ele não almejava dramatizar a pobreza camponesa, mas mostrar a vida de uma família de mujiques tal como ela era de fato.